# Kim Porter
Ne doit pas être confondu avec Kit Porter.
Kimberly Antwinette Porter, née le 15 décembre 1970 et morte le 15 novembre 2018, est un mannequin et une actrice américaine,.

## Biographie

### Carrière
Kim est originaire de Columbus, en Géorgie. Elle commence le mannequinat à l'adolescence et est également une débutante. En 1988, elle est diplômée du Columbus High School et déménage à Atlanta, en Géorgie, pour poursuivre sa carrière de mannequin. Elle est apparue dans des films et des séries télévisées tels que : The Brothers (2001), Wicked Wicked Games (2006-2007), The System Within (2006), Single Ladies (2011), et Mama, I Want to Sing! (2012). Elle est également apparue dans un certain nombre de vidéoclips, et elle a travaillé comme réceptionniste chez Uptown Records, après avoir été embauchée par le fondateur Andre Harrell.
Elle est l'une des fondatrices de Three Brown Girls, une société de planification de style de vie à Atlanta, aux côtés de ses amies d'université Nicole Cooke-Johnson et Eboni Elektra,,. Kim et sa société ont aidé à lancer la carrière de la chanteuse Janelle Monáe dans l'industrie de la musique, après l'avoir invitée à une soirée scène ouverte et lui avoir présenté des contacts dans l'industrie. Monáe déclare qu'elle était « éternellement redevable » envers Kim pour avoir cru en elle.

### Décès
Kimberley est décédée le 15 novembre 2018 à Toluca Lake, en Californie, d'une pneumonie lobaire après plusieurs jours de « symptômes pseudo-grippaux »,. La cause de son décès est indiquée comme « différée » sur son certificat de décès, et après une autopsie réalisée le 16 novembre 2018, le bureau du coroner du comté de Los Angeles confirme le 25 janvier 2019 que son décès était dû à une pneumonie lobaire. Ses funérailles à l'église baptiste de Cascade Hills à Columbus, en Géorgie, sont suivies par des centaines de personnes en deuil, dont Sean Combs. Sa dépouille est enterrée au Evergreen Memorial Park à Columbus, en Géorgie.

### Vie privée
Kimberley a un fils, Quincy Brown (né en 1991), avec le chanteur Al B. Sure! avec qui elle est mariée de 1989 jusqu'à fin 1990 ou 1991 selon une interview de 2020 avec Al. B Sure ! sur le réseau Fox Soul. De 1994 à 2007, elle a une relation intermittente avec le rappeur et directeur de maison de disques Sean Combs. Ils ont eu un fils, Christian Casey "King" Combs en Avril 1998, et des filles jumelles, Jessie James Combs et D'Lila Star Combs en Décembre 2006,. 
En 2023, Combs inclus une chanson hommage à Kim sur son album The Love Album: Off the Grid, intitulée « Kim Porter », avec Babyface et John Legend.

## Filmographie
| Année     | Titre                   | Rôle                 | Notes                                      |
| --------- | ----------------------- | -------------------- | ------------------------------------------ |
| 1989      | "Smooth Operator"       | —                    | Clip vidéo de Big Daddy Kane ; non crédité |
| 1994      | "Nuttin' but Love"      | —                    | Clip vidéo de Heavy D & the Boyz           |
| 2001      | "The Brothers"          | Sandra l'intérimaire | Long métrage                               |
| 2006-2007 | "Wicked Wicked Games"   | Violet Walker        | Série TV; 5 épisodes                       |
| 2006      | "The System Within"     | Hayes, 2e            | Long métrage                               |
| 2011      | "Single Ladies"         | Jasmine              | Série TV                                   |
| 2011      | "Mama, I Want to Sing!" | Tara                 | Long métrage                               |